# Яцславк, Миклауш
Ми́клауш Я́цславк (в.-луж. Mikławš Jacsławk, 3 февраля 1827 года, Новослицы, Саксония — 29 июля 1862 года, Небельчицы, Саксония) — католический священник, лужицкий поэт, сатирик.

## Биография
C 1845 по 1852 года обучался в гимназии города Хомутов. С 1852 года изучал философию и теологию в Лужицкой семинарии в Праге. Изучал светские дисциплины в Малостранской гимназии. Был одним из основателей и председателем серболужицкого студенческого братства «Сербовка». По окончании учёбы возвратился в Лужицу, где служил помощником учителя в Баутцене. После рукоположения в 1854 году в священники служил в различных католических приходах в Лужице. В 1855 году вступил в серболужицкую культурно-просветительскую организацию «Матица сербская».
Публиковал свои стихотворные произведения в серболужицкой периодической печати. Известен как первый лужицкий сатирик.

## Сочинения
- Zaječa zhromadźizna, Jutnička, 1. septembra 1849
- Kuba na prěnim kwasu, satira, TN 14./21./28. februara 1852